# Tuusula
Tuusula este o comună din Finlanda.